# Aligia modesta
Aligia modesta är en insektsart som beskrevs av Henry Fairfield Osborn och Ball 1898. Aligia modesta ingår i släktet Aligia och familjen dvärgstritar. Inga underarter finns listade i Catalogue of Life.